# Treno turbogetto

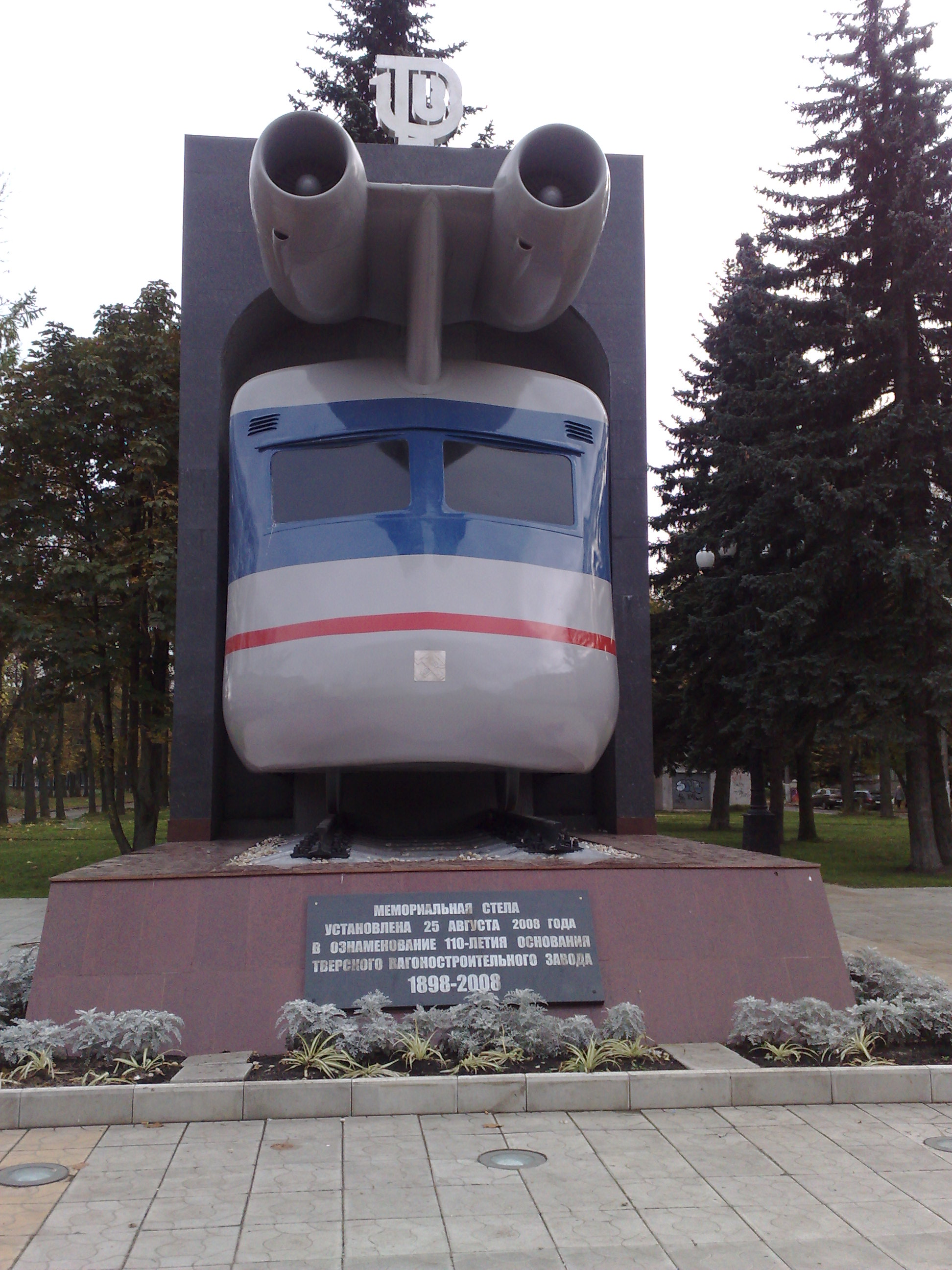
Monumento rappresentante un treno turbogetto, presso la fabbrica di carrozze ferroviarie di Tver'.

Il treno turbogetto è stato un tipo di treno sperimentale propulso da motori a reazione turbogetto. Analogamente agli aerei a reazione, il treno è spinto direttamente dai motori e non da una trasmissione collegata alle ruote (come avviene nei treni convenzionali propulsi da motori elettrici,  motori a combustione interna o da turbine a gas).
Solo un esiguo numero di esemplari di treno turbogetto è stato effettivamente realizzato, a scopo di ricerca, senza trovare impiego commerciale. I treni turbogetto (come molti altri treni a turbina) sono stati costruiti come automotrici piuttosto che come convogli con motrice separata dalle carrozze, grazie anche al peso ed ingombro ridotto dei propulsori turbogetto rispetto a molti motori ferroviari preesistenti.

## M-497
Il primo tentativo d'impiego dei motori turbogetto nel trasporto ferroviario è stato compiuto negli Stati Uniti, dalle ferrovie New York Central (NYC) nel 1966, realizzando il prototipo di automotrice M-497 (soprannominata Black Beetle, letteralmente "coleottero nero"). Il treno era propulso da una coppia di motori General Electric J47 (originariamente progettati per il bombardiere Convair B-36), montati sulla sommità di un'automotrice RDC-3. Il veicolo è stato testato con successo su un tratto di ferrovia tra Butler e Stryker, scelto perché quasi interamente rettilineo e in buone condizioni, raggiungendo la velocità di 295,54 km/h (detiene ancora il record statunitense di velocità per i convogli leggeri). Il veicolo era munito di oltre cinquanta strumenti di misura e le sperimentazioni hanno prodotto utili dati sulle sollecitazioni subite da rotaie e veicoli convenzionali in condizioni di alta velocità.
Nonostante il successo della sperimentazione e i costi di produzione relativamente contenuti grazie anche al riciclo di componenti preesistenti (il costo del progetto ufficialmente dichiarato dalla compagnia è stato di 30 000-35 000 dollari), il progetto è stato abbandonato. La sperimentazione è stata tenuta in scarsa considerazione in quanto la NYC era impegnata nella fusione con la sua principale concorrente, la Pennsylvania Railroad (PRR), formando la compagnia Penn Central; la PRR era già molto impegnata nel progetto Metroliner, finanziato dal Dipartimento dei Trasporti, per i collegamenti tra Washington e New York. Il prototipo è stato riconvertito rimuovendo i motori a reazione, riutilizzati come spazzaneve, e l'automotrice è regolarmente tornata in servizio nella flotta della PCC, venendo poi venduta nel 1976 alla Metropolitan Transportation Authority (MTA) ed utilizzata come fonte di pezzi di ricambio, fino alla rottamazione definitiva nel 1984.

## ER22

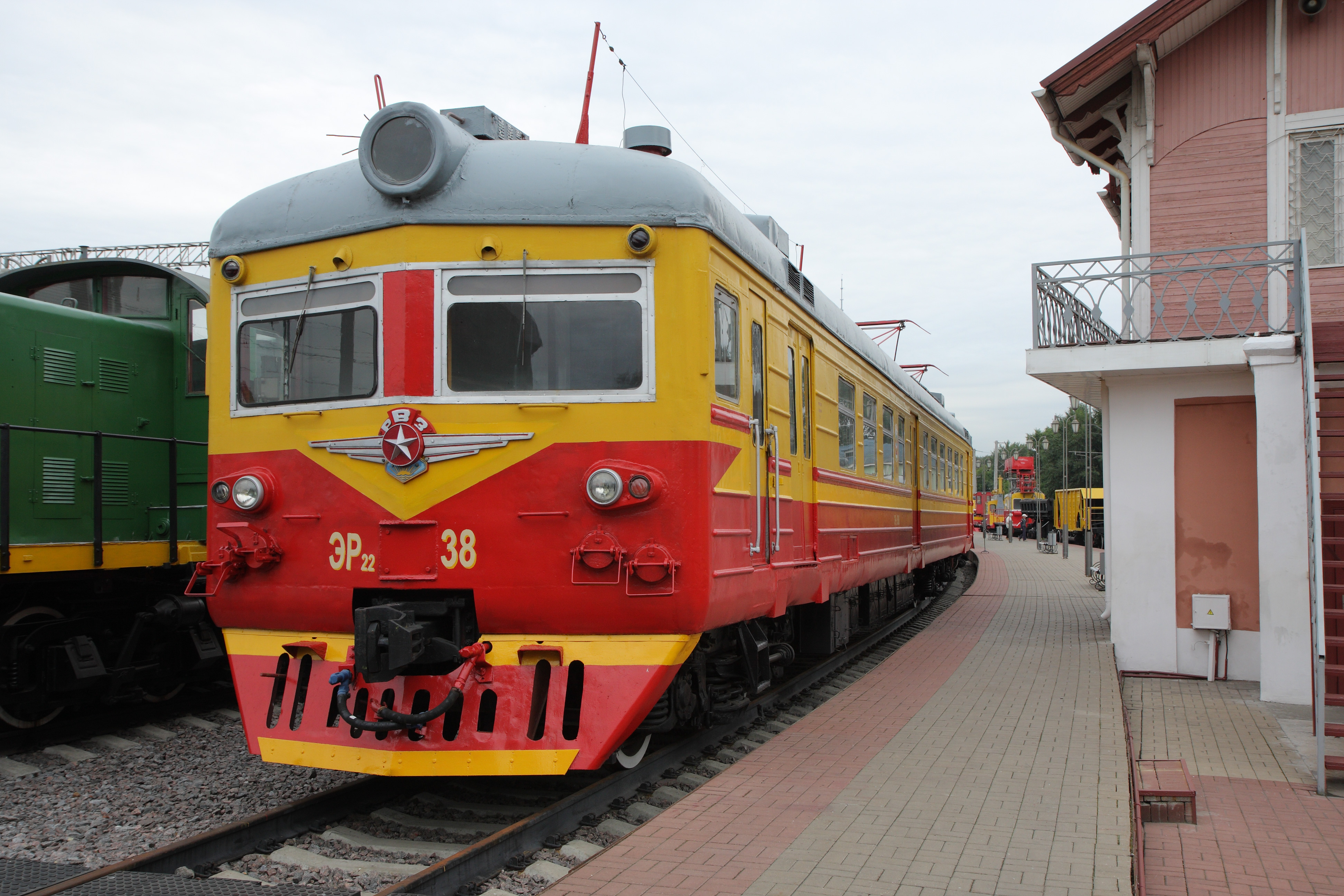
Un ER22, veicolo sul quale era basato il prototipo turbogetto sovietico.

Un altro treno turbogetto è stato il prototipo SVL, realizzato in Unione Sovietica nel 1970. Il veicolo era basato sul treno ER22 e la propulsione era fornita da due motori, mutuati dallo Yakovlev Yak-40 e montati sopra la carrozza, analogamente al prototipo statunitense. Il veicolo era lungo 28 m, con una massa di 54,4 tonnellate (di cui 7,4 di carburante). La prima sperimentazione è stata condotta nel 1971 sulla linea tra Golutvin e Ozëry, raggiungendo i 187 km/h, portati poi fino a 250 km/h.